# Fernando Menis
Fernando Martín Menis, més conegut com a Fernando Menis (Santa Cruz de Tenerife, Illes Canàries, 15 de juny de 1951), és un arquitecte espanyol.
Graduat del Barcelona Institute of Architecture, ha estat president del Laboratori de Recerca i Innovació en Arquitectura, Urbanisme, Disseny i Turisme Avançat; professor de la UEC (Universitat Europea de Canàries) i, ocasionalment, ponent en congressos internacionals sobre arquitectura i en universitats (com Harvard, la Universitat Tècnica de Berlín, la Universitat de Colúmbia o l'École Spéciale d'Architecture).
El 2004 Fernando Menis va crear Menis Arquitectos, un estudi d'arquitectura amb seu a Tenerife i Madrid, així com a València. Els dissenys de Menis es caracteritzen per ser sostenibles i adaptables, desenvolupant projectes de baix cost en els quals es combinen els elements naturals del paisatge urbà amb l'arquitectura. Els seus majors projectes finalitzats inclouen La Presidència del Govern de Canàries en Santa Cruz de Tenerife (1999), un piscina flotant en el Riu Spree a Berlín (2004), el Magma Art & Congress (2005), el Centre Insular d'Atletisme (2007) i el Centre de Cultura i Congressos "CKK Jordanki" a Torun (Polònia).